# Jarnołtówek
Jarnołtówek (deutsch Arnoldsdorf, 1945–1947 Jarantowice) ist eine Ortschaft der Landgemeinde Głuchołazy (Ziegenhals) in Polen. Sie liegt im Powiat Nyski (Kreis Neisse) in der Woiwodschaft Oppeln.

## Geographie

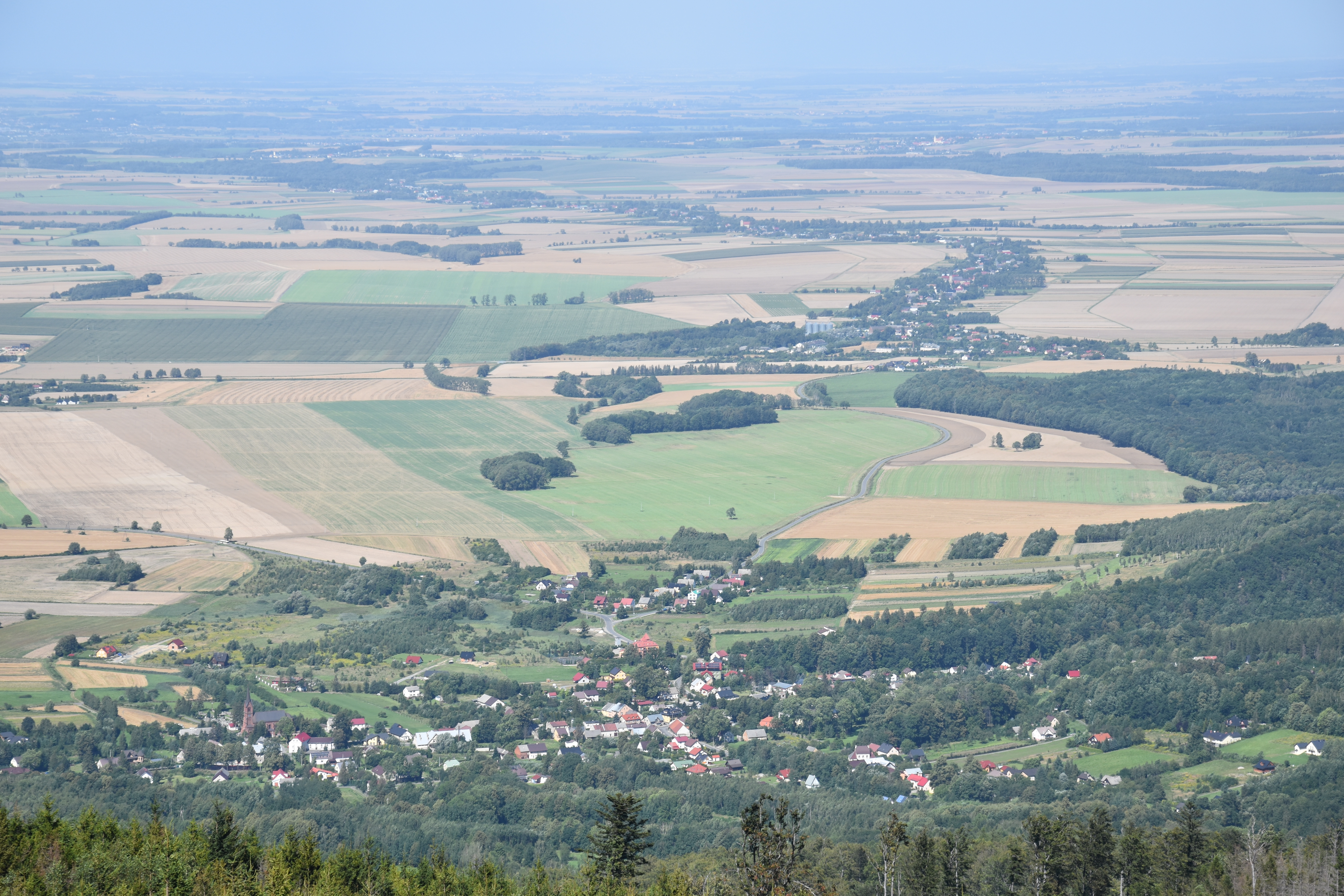
Blick von der Bischofskoppe auf Jarnołtówek (unten im Bild)

### Geographische Lage
Das Dorf Jarnołtówek liegt im Südwesten der historischen Region Oberschlesien am nördlichen Rande des Zuckmanteler Bergland. Der Ort liegt etwa sechs Kilometer südöstlich des Gemeindesitzes Głuchołazy (Ziegenhals), etwa 27 Kilometer südöstlich der Kreisstadt Nysa und etwa 62 Kilometer südwestlich der Woiwodschaftshauptstadt Opole. Das Dorf liegt direkt an der Grenze zu Tschechien.
Der Ort liegt in den Sudety Wschodnie (Ostsudeten) innerhalb des Góry Opawskie (Zuckmanteler Bergland). Jarnołtówek liegt am Złoty Potok (Goldbach), einem Zufluss der Prudnik. Das Dorf liegt innerhalb des Landschaftsschutzgebietes Park Krajobrazowy Góry Opawskie.

### Nachbarorte
Nachbarorte von Jarnołtówek sind im Nordwesten Konradów (Dürr Kunzendorf), im Osten Pokrzywna (Wildgrund) sowie im Südwesten Zlaté Hory (Zuckmantel).

## Geschichte

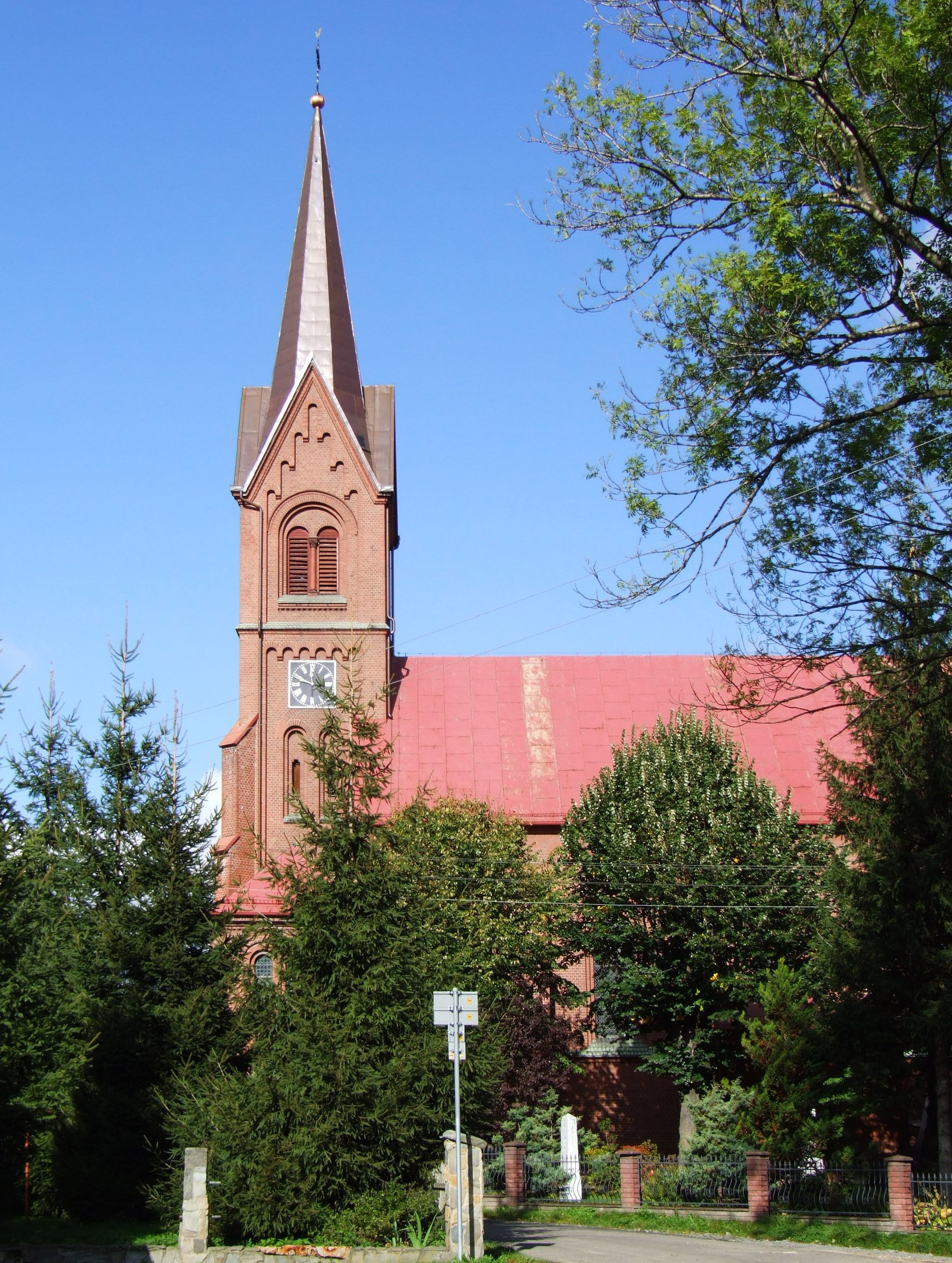
Bartholomäuskirche

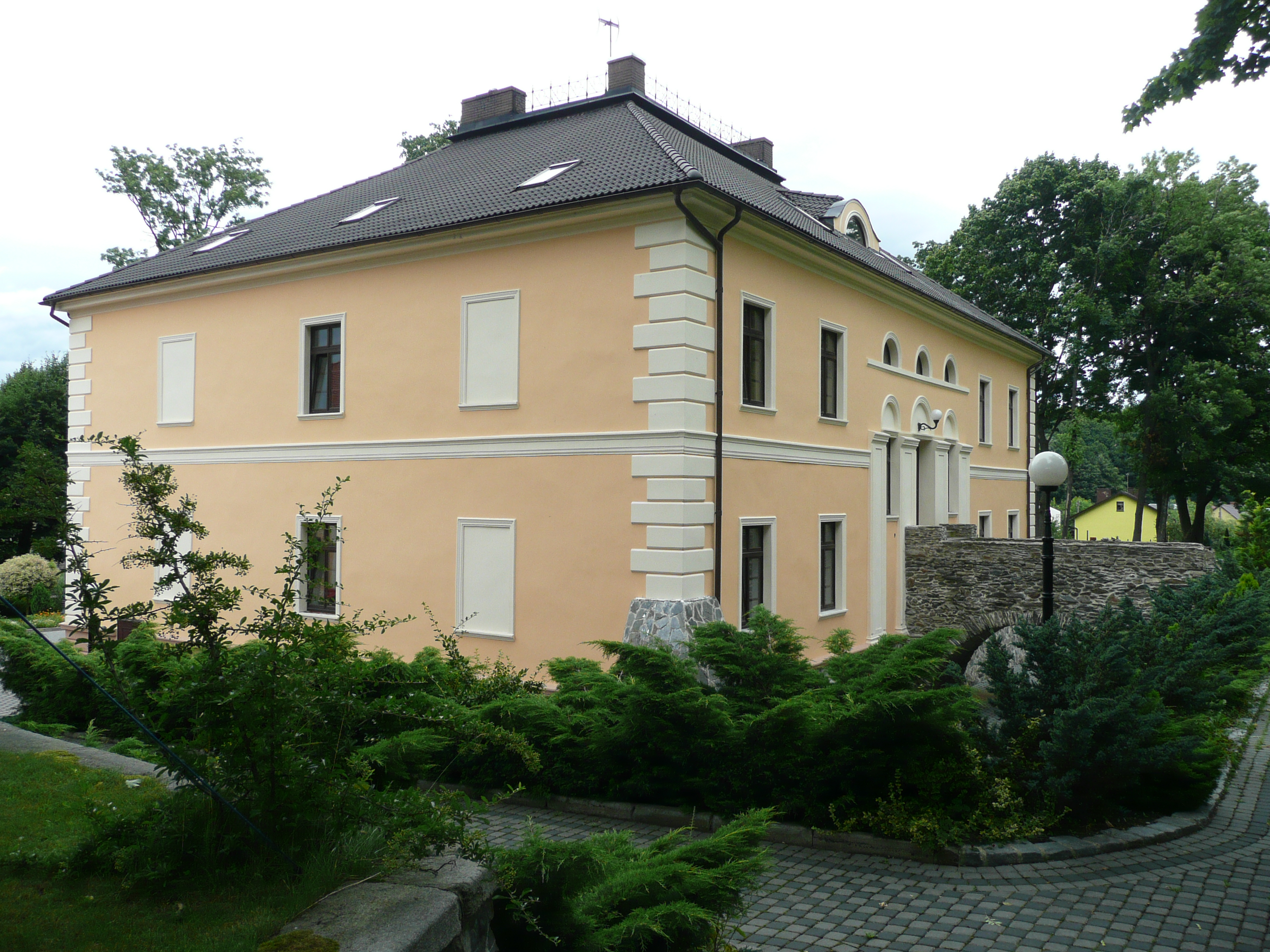
Schloss Arnoldsdorf

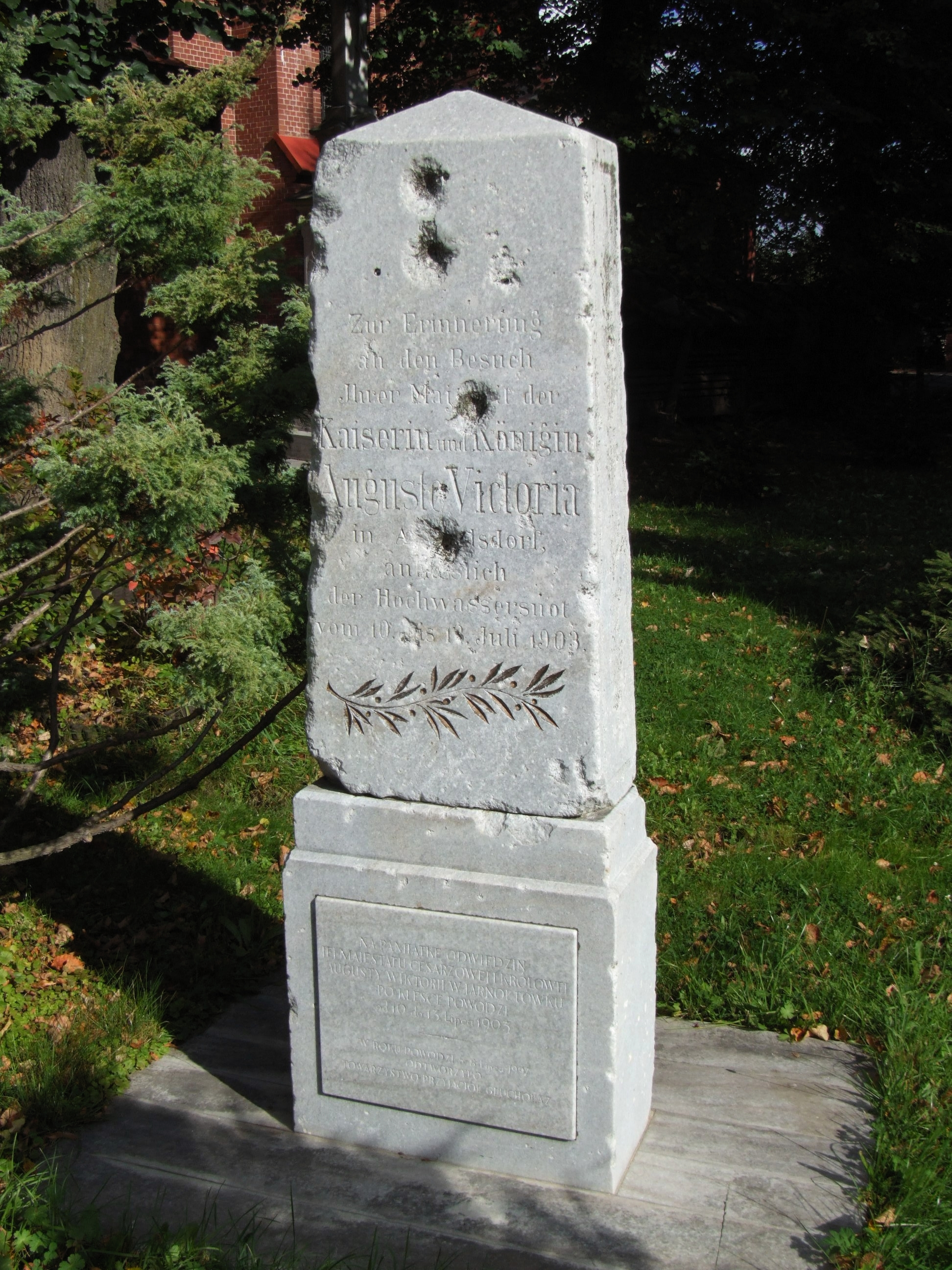
Augusta-Victoria-Denkmal

Der Ort wurde 1372 erstmals urkundlich als Arnoldi villa erwähnt.
Nach dem Ersten Schlesischen Krieg 1742 fiel Arnoldsdorf mit dem größten Teil Schlesiens an Preußen. Zwischen 1753 und 1754 wurde eine barocke Kirche im Ort erbaut.
Nach der Neuorganisation der Provinz Schlesien gehörte die Landgemeinde Arnoldsdorf ab 1816 zum Landkreis Neisse im Regierungsbezirk Oppeln. 1845 bestanden im Dorf ein Schloss, eine katholische Pfarrkirche, eine katholische Schule, eine Papiermacherei, drei Schiefersteinbrüche und 186 weitere Häuser. Im gleichen Jahr lebten in Arnoldsdorf 1403 Menschen, davon zwei evangelisch. 1855 lebten 1305 Menschen im Ort. 1865 bestanden im Ort eine Erbscholtisei, 21 Bauer-, 13 Gärtner- und 93 Häuslerstellen sowie eine Brauerei, eine Brennerei, eine Papiermacherei, mehrere Kalksteinbrüche, zwei Schankwirtschaften und drei Wassermühlen. 1874 wurde der Amtsbezirk Arnoldsdorf gegründet, welcher aus den Landgemeinden Arnoldsdorf und dem Gutsbezirk Arnoldsdorf bestand. 1885 zählte Arnoldsdorf 1311 Einwohner.
Bei einer Überschwemmung im Jahr 1903 wurde ein Großteil der Dorfbebauung zerstört, darunter auch die katholische Pfarrkirche. Daraufhin besuchte die deutsche Kaiserin Auguste Viktoria von Schleswig-Holstein-Sonderburg-Augustenburg den Ort. 1933 lebten in Arnoldsdorf 1280 Menschen. Im gleichen Jahr wurde der Amtsbezirk Arnoldsdorf aufgelöst. Die Landgemeinde wurde in den Amtsbezirk Dürr Kunzendorf eingegliedert. 1939 zählte das Dorf 1413 Einwohner. Bis 1945 befand sich der Ort im Landkreis Neisse.
1945 kam Arnoldsdorf unter polnische Verwaltung und wurde zunächst in Jarantowice umbenannt. 1947 wurde der Ort in Jarnołtówek umbenannt. Ab 1950 gehörte es zur Woiwodschaft Oppeln und ab 1999 zum wiedergegründeten Powiat Nyski.

## Sehenswürdigkeiten
- Die römisch-katholische Bartholomäuskirche (poln. Kościół parafialny św. Bartłomieja Apostoła) wurde 1907 im neogotischen Stil erbaut. Der barocke Vorgängerbau St. Felix und Adauctus wurde 1903 bei einem Hochwasser zerstört. Das Kirchengebäude steht seit 2008 unter Denkmalschutz.[7]
- Das Schloss Arnoldsdorf bestand bereits im 16. Jahrhundert. 1850 wurde der Bau erweitert und im spätklassizistischen Stil umgebaut. Der Schlossbau steht seit 1986 unter Denkmalschutz.[7]
- Schlosspark
- Denkmal zur Erinnerung an den Besuch der deutschen Kaiserin 1903
- Nepomukstatue
- Haus Bergfried (poln. Sanatorium Aleksandrówka) – 1910 erbaut[7]
- Oberschlesierbaude
- Nepomukkapelle
- Wegekapelle mit Marienstatue

## Vereine
- Freiwillige Feuerwehr OSP Jarnołtówek
- Fußballverein Złoty Potok Jarnołtówek